# 曾愷玹
曾愷玹（1984年4月22日—），台灣女演員、作家、藝術工作者。因飾演電影《不能說的秘密》晴依一角而入圍金馬獎最佳女配角。

## 生平
曾愷玹畢業於世新大學觀光學系餐旅事業管理組；出道前，曾經參加台灣第十三屆「才藝美少女」選拔，獲得第二名。由於外型清新、氣質出眾，曾愷玹初期以擔任多部MV女主角演出，包括在古巨基的MV《情歌王》和周杰倫的MV《我不配》等。最為人熟知的是她在周杰倫所執導和演出的電影《不能說的秘密》裡飾演晴依一角，入圍了第44屆金馬獎最佳女配角；後來逐漸於平面、電視廣告和臺灣電視劇、偶像劇中擔綱要角。
2013年12月23日，在臉書上公布與艺廊经营者陳冠宇結婚。2014年產下一女。

## 演出作品

### 電影
- 2007年：《不能說的秘密》 飾演 晴依
- 2007年：《公主在台北徹夜未眠》 Motorola Moto Z8 手機電影，飾演 女主角
- 2008年：《我的最愛》 飾演 阿琪
- 2008年：《親愛的》 飾演 韋晴
- 2008年：《彈道》 飾演 陳青
- 2009年：《愛到底》 飾演 愷愷
- 2009年：《雨過天晴》
- 2011年：《第三個願望》飾演 宜瑩
- 2012年：《刷新3+7之騙不了》飾-王璐
- 2017年：《吃吃的愛》客串-偶像劇女主角

### 電視劇
- 2008年1月13日／19日：民視／衛視中文台《原來我不帥》 飾演 徐心婷
- 2008年：《愛盛開》 飾演 谷幽蘭
- 2009年1月24日：公視《心星的淚光》 飾演 顏睿珊
- 2009年12月7日：央視一套《蓮花雨》 飾演 童真
- 2010年1月31日：華視《星光下的童話》 飾演 曾愷玹
- 2010年5月30日：中視、TVBS《就是要香戀》 飾演 明天晴
- 2011年：八大綜合台《單數絕配》 飾演 怀真
- 2011年4月27日: 中天娛樂台《戀戀阿里山》 飾演 曾家雲
- 2012年：公視《俗辣英雄》 飾演 吳小莉
- 2012年：壹電視綜合台《小站》 飾演 王欣怡 心理醫師
- 2013年：壹電視綜合台《幸福蒲公英》 飾演 林佳冬/高旺家
- 2016年：湖北衛視《因為。愛》 飾演  宋蝶兒
- 2019年：優酷視頻《水男孩》 飾演 宮直美
- 2022年：Disney+《台北女子圖鑑》 飾演 Joy
- 2024年：CATCHPLAY+《都市懼集-夜跑》 飾演

### 音樂錄影帶
- 2005年：五月天《知足》
- 2005年：李翊君《勇敢的愛》
- 2007年：吳建豪《放手》
- 2007年：柯有綸《Crazy》
- 2007年：陳柏宇《永久保存》
- 2007年：周杰倫《我不配》
- 2008年：古巨基《勁歌金曲2--情歌王》
- 2008年：羅志祥《搞笑》
- 2008年：吳克群《牽牽牽手》
- 2008年：胡清藍《候補情人》
- 2008年 : 林俊傑《期待你的愛》
- 2008年 : 張信哲《殘念》
- 2008年 : 張信哲《逃生》客串
- 2013年：林俊傑《十秒的衝動》

## 音樂作品
- 2008年：《撒嬌》（電影《親愛的》插曲／單曲）發行：金牌大風、擎天娛樂
- 2008年：《我不在乎》（電影《親愛的》主題曲／單曲）與安志傑合唱 發行：金牌大風、擎天娛樂
- 2009年：《無聲的旋律》（偶像劇《心星的淚光》插曲／單曲）發行：擎天娛樂

## 榮譽
- 2007年：入圍第四十四屆金馬獎 最佳女配角（《不能說的秘密》）

## 資料來源
1. ↑  陳慧貞、闕志儒. . 聯合報 (台北). 2013-12-24  [2013-12-24]. （原始内容存档于2019-08-29） （中文（臺灣））.
2. ↑  楊景婷; 張瑞振. . 蘋果日報. 2013-12-24  [2021-05-19]. （原始内容存档于2021-05-19）.
3. ↑  葉婉如. . 蘋果日報. 2014-05-02  [2021-05-19]. （原始内容存档于2021-05-19）.

## 外部連結
- 曾愷玹的Facebook專頁
- 曾愷玹的Instagram帳戶
- 曾恺玹的新浪微博
- 曾愷玹個人部落格 （页面存档备份，存于）